# Кравченко Василь Григорович
Кравченко Василь Григорович (*8 травня 1862, Бердянськ — †20 березня 1945, Ростов-на-Дону) — український діалектолог, етнограф та письменник.
Жертва сталінського терору.

## Біографія
Закінчив Феодосійський учительський інститут, проте 1880 року через підозру у зв'язках з народовольцями позбавлений права викладати в школі й відданий у солдати.
Поступив до Одеської юнкерської школи. Збирав матеріали до багатотомного «Руського словаря» — готувала Петербурзька Академія наук; 1884 року допомагав М. Комарову в укладанні російсько-українського словника — був надрукований у Львові в 1893—99, записував бувальщини, легенди, пісні, сільські звичаї — було видано які в 1895—1901 роках видав у «Этнографических материалах» Б. Грінченка.
1892 року по армії осів у Житомирі, є одним із засновників Товариства дослідників Волині — зокрема його етнографічної секції. Його дослідження серйозно оцінив О. Шахматов. 1913 року очолив Волинський центральний музей. Після початку Першої світової війни як «неблагонадійна особа» висланий до Коврова Владимирської губернії.
Навесні 1917 повернувся до Житомира, фактично є одним із організаторів міського самоврядування. Працював викладачем Волинського ІНО.
В 1920-34 роках очолював етнографічний відділ Волинського музею в Житомирі. 1929 Кравченка заарештували у «справі СВУ» — за відсутністю доказів через кілька місяців звільнили, але преса розпочала цькування дослідника, звинувачуючи його в «буржуазному націоналізмі».
1931 року на запрошення Д. Яворницького переїхав до Дніпропетровська, працював у музеї.
Публікував фольклорно-етнографічні матеріали в журналах «Киевская старина», «Літературно-науковий вісник» та газетах.
1933 року його звільнили, позбавили житла та пенсії.
Автор праць:
- «Весілля в селі Курозванах (Острозького повіту)»,
- «Народні оповідання і казки»,
- «Народна фантазія»,
- «Звичаї в селі Забрідді та по деяких інших, недалеких від цього села місцевостях Житомирського повіту на Волині» [Архівовано 5 січня 2016 у Wayback Machine.].

Помер від запалення легень.

## Вшанування пам'яті
В Житомирі та Бердянську існує вулиця Професора Кравченка.
Також, у Бердянську краєзнавчий музей носить його ім'я.